# 广州市地理
广州位于中国南部，濒临南中国海、珠江三角洲北部，总面积7434.4平方公里。广州地势东北高、西南低，北部和东北部是森林集中的丘陵山区，海拔是500米以上的中低山地；西部荔湾区有广州市区最大平原西关平原；中部是丘陵台地，台地主要散布在山地边缘或平原上，丘陵的海拔不超过500米；南部为冲积平原，平原分布很广、地势低平、土地肥沃、水网稠密。西北部是流溪河和北江泥沙冲积而成的广花平原。
广州属亚热带季风气候，光热充足，降水丰富，年平均气温为21.4－21.9摄氏度，最冷的一月份气温仍达13.3摄氏度。平均降水量为1673－1909毫米，雨季长达6个月，夏秋季还有台风带来的大量水，平均相对湿度为77％。

## 海陆变迁
古时的广州地区，是一片浅海，海中的丘陵、台地和众多的岛屿，一面受到海浪拍击冲蚀，一面接受珠江携带来的泥沙，泥沙不断淤积，逐渐演变成陆地。平原开始露出、发育，其后形成今天的珠江平原，成为珠江三角洲的一部分。这些陆地不是一下子连成一片的，它们之间还有宽阔的水道相隔，这些水道经过数千年的泥沙淤积及人为的围垦、填埋，慢慢演变成珠江河网。
距今约六千年前，现时珠江以北的地区，大致由三个半岛组成，以后逐渐淤积成为一个整体。珠江以南的地区，原是几个海岛，后因淤积逐渐连成一片，如以宝岗为中心的小岛、以石榴岗为中心的小岛、从凤凰岗到七星岗一带的岛屿等。在北面三个半岛与南面多个岛屿之间还有不少小岛，最著名的有海珠石、海印石、浮丘石。
在秦朝时，现时的中山四路已是江边。汉朝时，珠江北岸位于现时的西湖路，南岸靠近现时的下渡路，河面宽约2000米。晋朝时，江边已移至今天的惠福西路坡山前，河宽1700至1500米。唐朝时，北岸位于现时的惠福路以南，江面宽700至650米。清朝时，北岸在今十三行至新河浦一线，南岸移至今南华路，河宽缩至500米。现时珠江在市区段的河面宽仅180米，最窄处的西濠口仅120米。
有研究认为，广州曾经历多次海侵，最近一次距今约2500年前，海水直达越秀山下，在越秀山以南，除少数丘陵、台地外，全被海侵。其后经历数百年，海水才逐渐退出。这就是孙吴大将步骘重建番禺城（即广州城）时，登高望远仍见“巨海浩荡茫茫”的原因。
因为珠江在古时的河面比较宽阔，所以有“小海”之称。现在广州人还习惯把渡江叫“过海”，一些地名和建筑物也带上“海”字，如靖海路、镇海楼等。